# Hrabstwo Hawaiʻi
Hrabstwo Hawaiʻi (ang. Hawaii County) – hrabstwo w stanie Hawaje w Stanach Zjednoczonych. Obszar całkowity hrabstwa obejmuje powierzchnię 5086,70 mil² (13 174,49 km²). Według szacunków United States Census Bureau w roku 2009 miało 177 835 mieszkańców. Jego siedzibą administracyjną jest Hilo.

## CDP
| - Ainaloa - Captain Cook - Discovery Harbour - Eden Roc - Fern Acres - Fern Forest - Halaula - Hawaiian Acres - Hawaiian Beaches - Hawaiian Ocean View - Hawaiian Paradise Park - Hawi - Hilo - Holualoa - Honalo | - Honaunau-Napoopoo - Honokaa - Honomu - Kahaluu-Keauhou - Kailua - Kalaoa - Kapaau - Keaau - Kealakekua - Kukuihaele - Kurtistown - Laupahoehoe - Leilani Estates - Mountain View - Naalehu | - Nanawale Estates - Orchidlands Estates - Paauilo - Pahala - Pahoa - Papaikou - Pepeekeo - Paukaa - Puako - Volcano - Waikoloa Village - Waimea - Wainaku - Waiohinu |